# Matej Bogataj
Matej Bogataj, slovenski literarni in gledališki kritik, * 1964, Ljubljana.
Matej Bogataj je eden najvidnejših literarnih in gledaliških kritikov v Sloveniji, redni sodelavec radijskih in televizijskih in oddaj, ki so namenjene kulturi. Kritike objavlja v večini slovenskih časnikov in kulturnih revij. Je avtor več monografskih publikacij: Obrobje brez središča (1994), Prebrano, precejeno (2004), Gledališko listje (2008), itd.